# Narinder Singh Kapany
Narinder Singh Kapany (Moga, Punyab; 31 de octubre de 1926-Redwood City, California; 4 de diciembre de 2020) fue un científico indio, nacionalizado estadounidense. Considerado el padre de la fibra óptica, ya que creó más de cien patentes que fueron claves para el desarrollo de las telecomunicaciones.

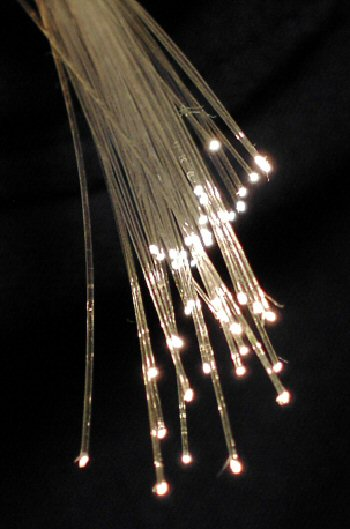
Fibra óptica

## Biografía
Sus trabajos se basan en la fibra óptica y comunicaciones, ampliamente reconocido como «padre de la fibra óptica»; se graduó en Ciencias Físicas en la Universidad de Agra, pionero en la investigación de fibras ópticas en el Imperial College London donde obtuvo el doctorado en 1955 trabajando con Harold Hopkins.
Emigró con su familia desde Inglaterra a California. Allí fundó la empresa Optics Technology, y posteriormente, Kapton.
Escribió su primer libro titulado Fibras ópticas. Principios y aplicaciones en 1967, y mencionado como uno de los siete héroes no cantados por la revista Fortune en su edición «Hombres de Negocios del Siglo» del 22 de noviembre de 1999. Publicó más de cien artículos.
Su investigación e inventos abarcan fibras ópticas para imágenes médicas, láseres, instrumentos biomédicos, energía solar y vigilancia de contaminación.
Miembro de la Real Academia Británica de Ingeniería y del Consejo Nacional de Inventores de Estados Unidos.
Está considerado uno de los diez sijs más famosos del mundo. Tuvo un hijo, Raj; y una hija, Kiran Kaur.